# Concerto en sol de Ravel
Le Concerto en sol majeur de Maurice Ravel est un concerto pour piano et orchestre en trois mouvements composé de l'été 1929 à novembre 1931. Il a été créé à Paris, salle Pleyel, le 14 janvier 1932 par sa dédicataire, la pianiste Marguerite Long, avec l'Orchestre Lamoureux dirigé par le compositeur.
Il est l'avant-dernière œuvre achevée de Ravel qui, à partir de 1933, perdit la faculté d'écrire sa musique. Construit sur un modèle classique, inspiré d'après son auteur de Mozart et de Saint-Saëns, il partage avec le Concerto pour la main gauche, dont il est l'exact mais très dissemblable contemporain, de nombreux emprunts au jazz. Succès public et critique dès sa première, il fut enregistré dès 1932 et compte aujourd'hui parmi les œuvres les plus jouées et les plus étudiées de Ravel.
L'œuvre porte la référence M.83, dans le catalogue des œuvres du compositeur établi par le musicologue Marcel Marnat.

## Histoire

### Contexte

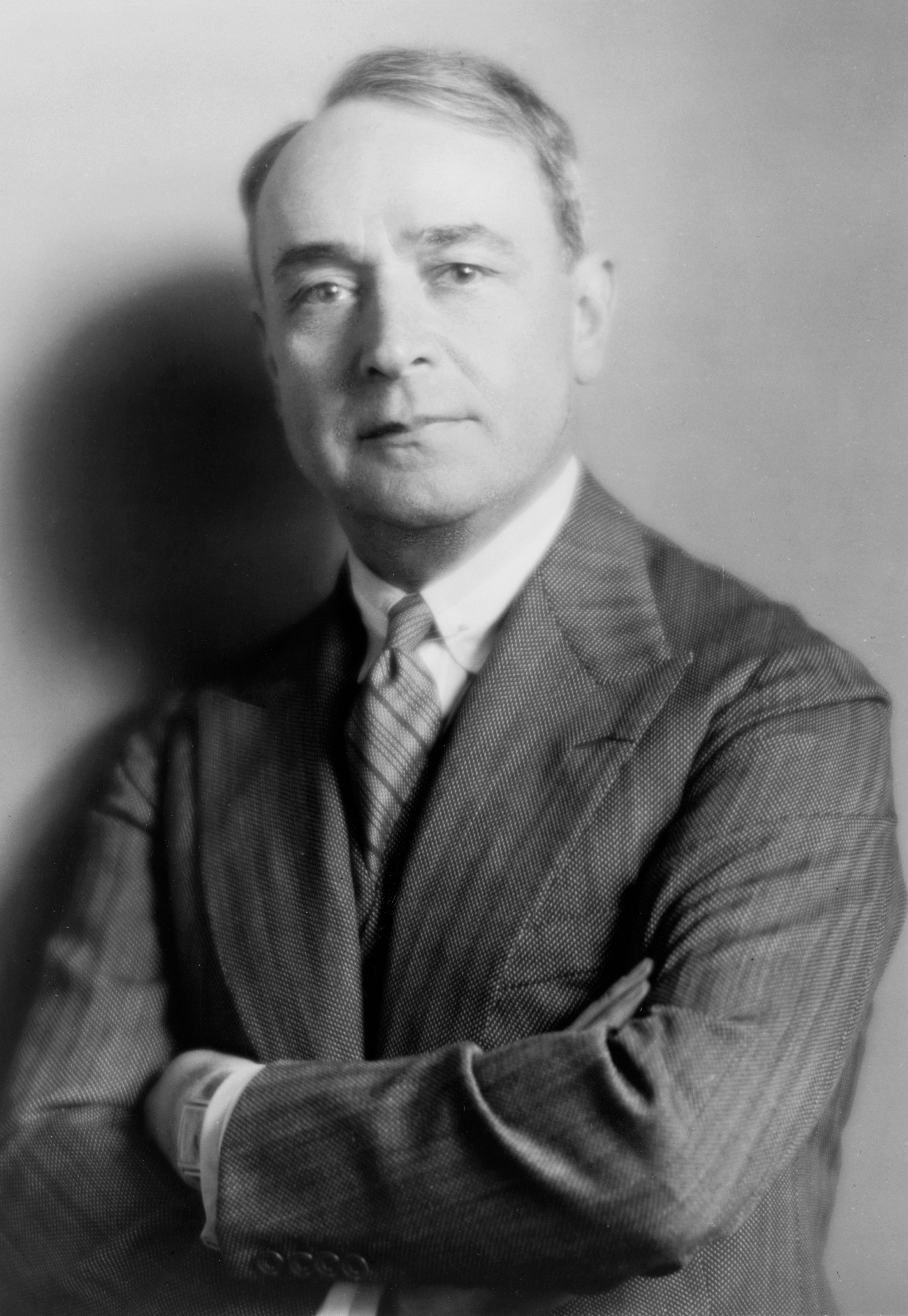
Le chef d'orchestre américain d'origine russe Serge Koussevitzky commanda le Concerto en sol à Ravel en 1929.

Au début du XXe siècle, jusqu'à la Première Guerre mondiale, le concerto était un genre tombé en désuétude et dédaigné du public français. Mozart était alors peu joué, et en dehors des concertos de Beethoven et Chopin, les goûts allaient davantage à la « musique pure » incarnée par la symphonie. Le concerto pour piano revint à la mode dans les années 1920. Dans la mouvance néoclassique de l'après-guerre, Bartók (dont le Premier concerto date de 1926), Stravinsky (Concerto pour piano et instruments à vent, 1924) et Gershwin (Concerto en fa, 1928), notamment, s'y consacrèrent. En France, depuis Saint-Saëns, dont le Cinquième et dernier concerto pour piano datait de 1896, le champ était resté vierge. Si on excepte Francis Poulenc, dont le Concert champêtre a été créé avec piano en 1929 mais composé primitivement pour clavecin et orchestre, Ravel fut le premier compositeur français à s'attaquer à ce genre au XXe siècle.
L'idée d'une œuvre concertante pour piano était ancienne chez Ravel. Dès 1913 il avait projeté une composition rhapsodique d'inspiration basque pour piano et orchestre, qu'il comptait baptiser Zazpiak Bat, et dont il ébaucha des esquisses pour trois mouvements tandis qu'il travaillait au Trio en la mineur. La guerre survenant, ce projet fut ajourné. Ce n'est qu'au début des années 1920, sur les propositions d'Élie Robert Schmitz, futur organisateur de sa tournée américaine de 1928, que Ravel revint au projet d'une « fantaisie » pour piano et orchestre inspirée cette fois du Grand Meaulnes, dans laquelle il comptait se produire comme soliste en Amérique du Nord. Mais, accaparé par sa Sonate pour violon et piano et jugeant son idée première inadaptée, il renonça à ce projet et « le public yankee dut se contenter d'applaudir le pianiste Maurice Ravel dans sa Sonatine ».
C'est finalement à partir de 1929 que Ravel composa sur commande non pas un, mais deux concertos pour piano et orchestre. Le Concerto en sol répondit à une commande de Serge Koussevitzky, qui voulait célébrer le 50e anniversaire de l'Orchestre symphonique de Boston au cours de la saison 1930-1931 avec un festival d'œuvres nouvelles. Après avoir envisagé le titre de Divertissement, Ravel opta finalement pour celui de Concerto, l'estimant « suffisamment clair quant au caractère de l'œuvre »,. Commencé le premier, il fut achevé et créé après celui pour la main gauche. Il est l'avant-dernière œuvre achevée par Ravel : seules les trois chansons de Don Quichotte à Dulcinée lui sont postérieures.

### Conception

#### Composition

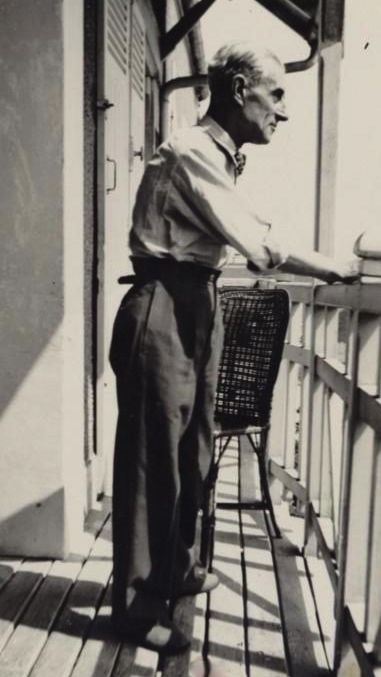
Maurice Ravel, ici sur son balcon du Belvédère en 1930, composa l'essentiel du Concerto en sol à Montfort-l'Amaury entre 1929 et 1931.

La composition du Concerto en sol dura plus de deux ans. Ravel s'y attaqua au cours de l'été 1929 et les travaux avancèrent durant toute la seconde moitié de l'année. À cette époque, le compositeur projetait de laisser à Koussevitzky le soin de la première mondiale puis de jouer le Concerto lui-même « dans les cinq parties du monde ». Cependant, dès le mois de décembre il commença à travailler simultanément au Concerto pour la main gauche pour le pianiste Paul Wittgenstein, ainsi qu'à un poème symphonique baptisé Dédale 39 qui ne devait jamais dépasser le stade d'ébauche. Jusqu'à son achèvement au début de l'automne 1930, le Concerto pour la main gauche fut traité en priorité au prix d'un surcroît d'activité dont les effets se firent rapidement sentir sur la santé déjà fragile du musicien. Épuisé, Ravel renonça à achever le Concerto en sol dans les délais prévus et ne reprit le travail qu'en février 1931 pour finalement achever son œuvre en novembre de la même année.
Ravel, habituellement peu prolixe sur l'élaboration de ses œuvres, s'exprima à plusieurs reprises sur le Concerto en sol durant sa composition, alors qu'il ne révéla presque rien du Concerto pour la main gauche. Le 31 mars 1931 il confia au journal hollandais De Telegraaf : « C'est un divertissement, dans lequel deux mouvements vifs encadrent un mouvement lent. L'écriture harmonique et contrapuntique s'équilibrent, si bien que l'une ne domine pas l'autre. Vous noterez qu'il est intitulé “divertissement”. Il ne faut pas faire sur ce concerto des hypothèses prétentieuses qu'il ne saurait satisfaire. Ce que Mozart a écrit pour le plaisir de l'oreille est parfait, à mon sens, et même Saint-Saëns a atteint cet objectif, encore qu'à un niveau bien inférieur. (...) J'espère jouer mon nouveau concerto moi-même partout. Comme Stravinsky, je me réserve les droits de première exécution. »
Le 11 juillet 1931, il s'entretint avec Calvocoressi dans le Daily Telegraph, confirmant son style et ses sources d'inspiration : « Concevoir deux concertos simultanément était une expérience intéressante. Celui dont je serai l'interprète est un concerto au sens le plus vrai du terme. J'entends par là qu'il est écrit dans l'esprit de ceux de Mozart et de Saint-Saëns. La musique d'un concerto, à mon avis, doit être légère et brillante, et ne pas viser à la profondeur ou aux effets dramatiques. On a dit de certains grands classiques que leurs concertos étaient écrits non pas “pour” mais “contre” le piano. Cette remarque me paraît parfaitement juste. J'avais d'abord pensé à intituler mon concerto “divertissement”. Puis il m'est apparu que ce n'était pas utile, car le titre même de “concerto” doit être suffisamment clair quant au caractère de l'œuvre. À certains égards ce concerto n'est pas sans rapports avec ma Sonate pour violon. Il comporte quelques touches de jazz, mais peu nombreuses. »
Le 30 octobre 1931 enfin, il rendait publiques, dans Excelsior, la forme et l'instrumentation du concerto à venir en omettant, comme le remarque Arbie Orenstein, les clarinettes, la harpe et les huit instruments de la batterie : « À un allegro initial, d'un classicisme serré, succède un adagio avec lequel j'ai voulu rendre un hommage particulier à la scolastique et que je me suis efforcé d’écrire le mieux possible ; pour finir, un mouvement vif en forme de rondo, également conçu selon les traditions les plus immuables. Afin de ne pas charger inutilement la trame orchestrale, j'ai eu recours à un effectif d'orchestre réduit : au quintette habituel des cordes s'adjoignent seulement une flûte, la petite flûte, un hautbois, le cor anglais, deux bassons, deux cors, une trompette, un trombone. »

#### Dédicace

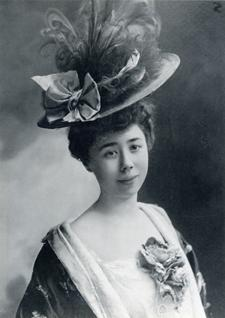
Marguerite Long, dédicataire et première interprète du Concerto en sol qu'elle présenta en Europe en 1932.

Ravel dédia le Concerto en sol à la pianiste Marguerite Long, alors au faîte de sa réputation, avec laquelle il avait déjà collaboré pour la création du Tombeau de Couperin en 1919. Celle-ci témoigna que, lors d'un dîner, Ravel lui déclara soudain : « Je suis en train de composer un concerto pour vous. Est-ce que cela vous est égal qu'il finisse pianissimo et par des trilles ? »

#### Préparatifs
Comme en témoignent sa correspondance et les entretiens qu'il a donnés à ce sujet, Ravel pensait au début créer son Concerto lui-même comme soliste, mais il avait sous-estimé l'exigence de sa partition. Sa technique au clavier étant insuffisante, il essaya de combler son retard en travaillant les Études de Chopin, celles non moins redoutables de Liszt, mais aussi, pour l'indépendance des doigts, la Fugue de son propre Tombeau de Couperin. Marguerite Long rapporta : « À maintes reprises, il s'épuisa à essayer d'accéder au niveau de virtuosité indispensable. Les longues heures passées à se briser les doigts sur les Études de Chopin et de Liszt le fatiguèrent beaucoup. (...) Même quand il se rendit à l'évidence, il voulut encore être le premier interprète de son ouvrage et ce n'est que pressé par ses amis, Lucien Garban en particulier, qu'il renonça à affronter les difficultés réelles de cette exécution ». Ravel se décida donc, au dernier moment, à laisser Marguerite Long être la première interprète de son œuvre : « le 11 novembre 1931 Ravel me téléphona de Montfort-l'Amaury pour m'annoncer sa venue immédiate chez moi avec son manuscrit. (...) J'avais bien peu de temps devant moi ; il me fallait non seulement me débrouiller dans cette forêt de pattes de mouches mais aussi tenir mes engagements de fin d'année et paraître dans plusieurs concerts. Or, Ravel, soit au téléphone soit chez moi, me harcelait sans arrêt, m'empêchant de travailler ».
Renoncer à se produire comme soliste ne fut pas la seule concession à laquelle Ravel fut contraint. Au début des années 1930, le compositeur commençait à présenter des signes alarmants d'épuisement physique, que son acharnement à composer les concertos rendit d'autant plus patents. Ses amis comme ses médecins jugèrent donc totalement déraisonnable son projet de présenter le Concerto en sol dans une immense tournée mondiale qui l'aurait fait passer, envisageait-il, par « l'Allemagne, la Belgique, les Pays-Bas, les deux Amériques, le Japon et peut-être Java ». On lui ordonna le repos complet pour la fin de 1931, et il se résolut à ne conduire sa nouvelle œuvre qu'à travers une tournée européenne.

### Premières auditions

#### Création

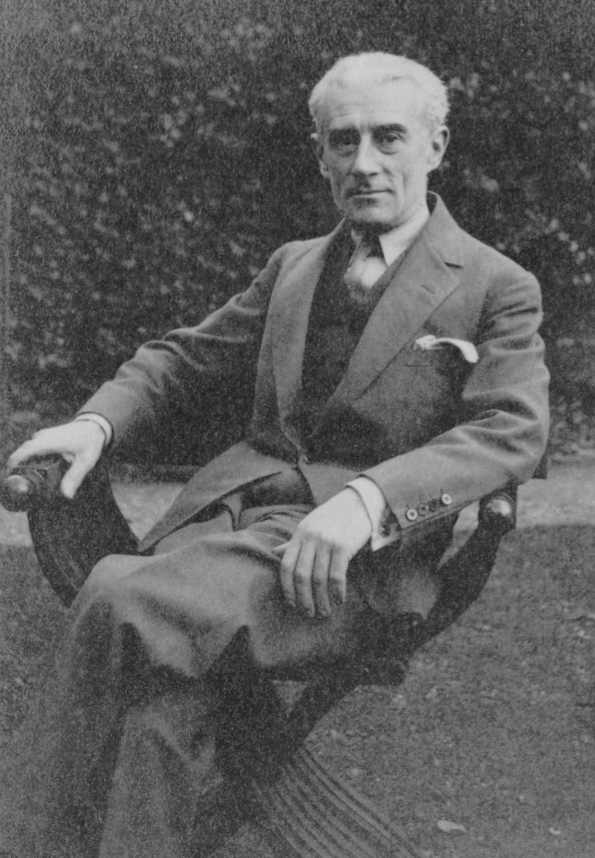
Maurice Ravel à Londres en octobre 1928, à l'occasion de la cérémonie de remise de son doctorat honoris causa à l'Université d'Oxford.

Le Concerto en sol fut créé à Paris, salle Pleyel, le 14 janvier 1932, au cours d'un festival assuré par l'orchestre Lamoureux et entièrement consacré à la musique orchestrale de Maurice Ravel. Le concert comportait la Pavane pour une infante défunte, la Rapsodie espagnole, la seconde suite de Daphnis et Chloé, La Valse, le Boléro et enfin le tout nouveau Concerto. Le jeune chef d'orchestre portugais Pedro de Freitas Branco, chef des concerts symphoniques de Lisbonne, assura la direction du concert, sauf pour la Pavane, le Boléro et le Concerto, qui furent dirigés par Ravel en personne, Marguerite Long assurant la création au piano grand queue de concert Pleyel,. L'affluence fut considérable et le concert, « en dépit d'une organisation déplorable et dont le désordre restera célèbre dans les annales des concerts, a réussi au-delà de toute expectative ».

#### Tournée européenne
Sitôt le Concerto créé, Ravel et Long entamèrent une tournée européenne de 3 mois qui les mena à Anvers (18 janvier), Liège (19 janvier), Bruxelles (21 et 22 janvier), à nouveau Paris (24 janvier, avec les Concerts-Pasdeloup, où le Presto final fut bissé), Vienne (2 février), Bucarest (14 février), Prague (18 février), Londres (25 février), Varsovie (11 mars), Lwów (16 mars), Berlin (21 mars), Haarlem (5 avril), Rotterdam (6 avril), Amsterdam (7 avril), La Haye (9 avril), Arnhem (11 avril), Budapest (18 avril), puis, de retour en France, à Lyon (début mai). Aux programmes figuraient notamment, outre la nouvelle œuvre, le Boléro, La Valse, la Pavane pour une infante défunte et Le Tombeau de Couperin. Ravel fut invité à conduire les orchestres, se limitant généralement à la direction du Concerto, sauf au concert d'Anvers où il dirigea également le Boléro, la Symphonie no 102 de Haydn et l'ouverture des Maîtres chanteurs de Wagner.
Partout le compositeur et la pianiste connurent un vif succès public, et spécialement en Europe centrale. Le troisième mouvement fut régulièrement bissé. À Bucarest la reine de Roumanie assista au concert et Ravel fut décoré par le roi Carol II en personne. La princesse Juliana et le prince consort des Pays-Bas à Amsterdam, le président Miklas à Vienne honorèrent les concerts de leur présence. À Berlin, Wilhelm Furtwängler, qui souhaitait impérativement que Ravel interprète le Concerto lui-même quitte à attendre la saison suivante, avait déprogrammé le concert et attribué la date à Paul Hindemith, ce qui avait entraîné un bref incident diplomatique fin 1931 ; pour finir, le concert ne fut décalé que d'une soirée. Wilhelm Kempff et Paul Kletzki y assistèrent. Ravel avait refusé de jouer en Russie soviétique, expliquant : « les artistes engagés dans ce pays sont contraints par la loi d'y dépenser les cachets qu'ils reçoivent, et je serais donc obligé d'acheter des fourrures ou des icônes dont je n'aurais aucun usage ».

#### Premières américaines
Aux États-Unis, le Concerto en sol fut joué pour la première fois le 22 avril 1932, simultanément par l'orchestre symphonique de Boston (direction de Serge Koussevitzky avec Jesús Maria Sanromá au piano), et par l'orchestre de Philadelphie (direction de Leopold Stokowski avec Sylvan Levin au piano). À New York le concerto fut donné en première audition au Carnegie Hall le 8 novembre 1932, toujours par l'orchestre de Philadelphie dirigé par Stokowski.

### Accueil critique

#### En France

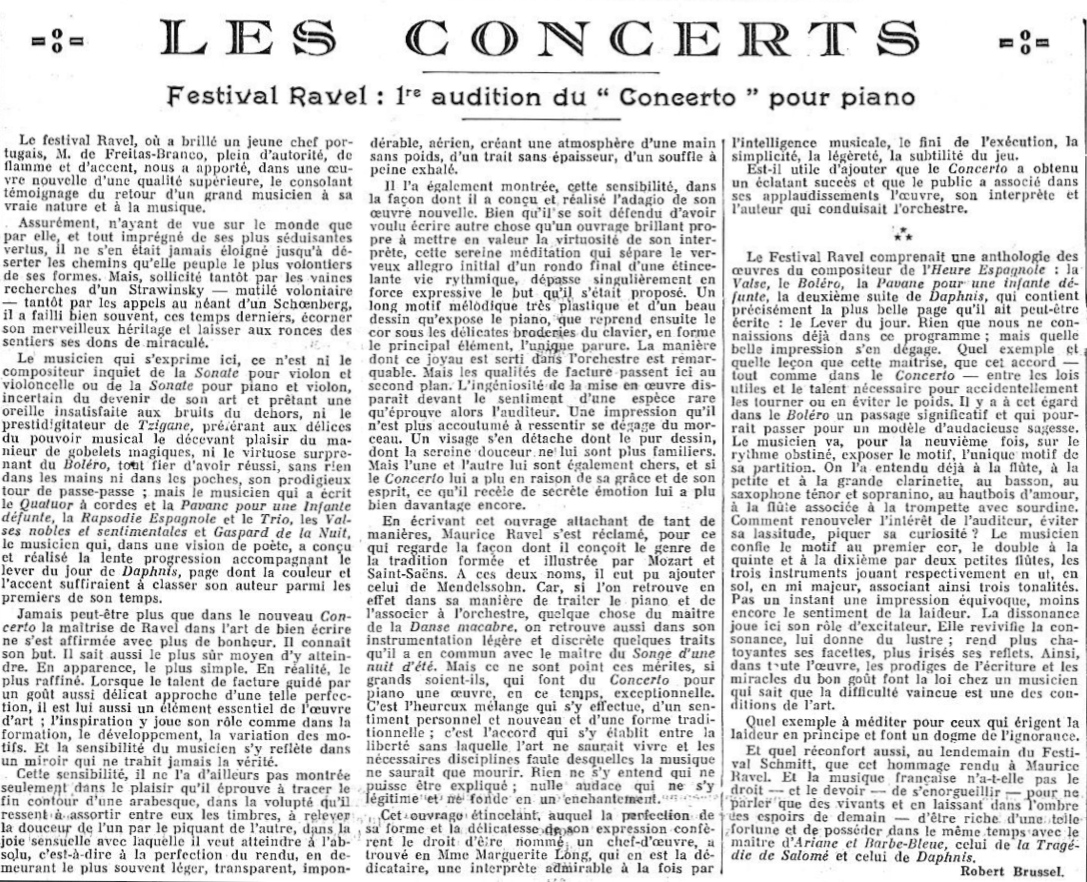
Critique du Concerto en sol par Robert Brussel dans Le Figaro, 18 janvier 1932.

Le Concerto en sol, très attendu, fut reçu très favorablement par la critique française et salué comme le retour de Ravel à une forme traditionnelle, après la parenthèse quelque peu déroutante du Boléro. Robert Brussel, dans Le Figaro, y vit ainsi « le consolant témoignage du retour d'un grand musicien à sa vraie nature et à la musique ». Selon Florent Schmitt, dans Le Temps, cette œuvre nouvelle était « estimable et charmante, à cent pics de tous les boléros passés, présents et futurs, une œuvre digne de l'auteur de Daphnis, Scarbo, des Valses nobles, une œuvre, enfin, où il y a de la musique et une musique authentiquement retour-à-Ravel ».

Par-delà la seule critique de la nouvelle œuvre, les articles de presse qui parurent dans les semaines qui suivirent la création du Concerto donnèrent la mesure du prestige de Ravel au début des années 1930. Le 29 janvier 1932, quelques jours après la seconde audition parisienne, on pouvait lire dans Le Ménestrel: 

« C'est pour le critique une joie de constater qu'un musicien comme Maurice Ravel n'a pas pour lui seulement les snobs, mais tout le public, celui des troisièmes galeries qui de tout son cœur est venu applaudir, sans idée préconçue, mais seulement par un amour spontané et qu'il ne cherche pas à analyser, un des plus grands musiciens d'aujourd'hui. (...) Le Concerto (dont c'était la seconde audition) était nouveau pour moi. Sa clarté, son dynamisme, son charme si vivant, bien qu'il s'inspire de la musique de Bach et aussi de Haydn, agirent profondément sur la salle. Il fut longuement acclamé et la dernière partie en fut bissée. Nous féliciterons Mme Marguerite Long d'avoir interprété la partie de piano de Concerto avec une maîtrise sûre et simple, une sobre élégance, une émotion discrète, un style impeccable qui conviennent exactement à l'œuvre du maître. »

Émile Vuillermoz jugea le Concerto « d'une jeunesse extrême » et estima que Ravel gardait « plus de fraîcheur et d'inspiration que les jeunes gens d'aujourd'hui ». Il regretta cependant que le second mouvement soit, selon lui, d'une « écriture anachronique », et écrivit qu'il aurait préféré « un adagio qui soit non pas dans l'esprit de Bach mais dans l'esprit de Ravel ». Le Concerto fut noté en particulier pour sa clarté et pour l'équilibre de sa forme. Pour Robert Brussel, « jamais peut-être plus que dans ce nouveau Concerto la maîtrise de Ravel dans l'art de bien écrire ne s'est affirmée avec plus de bonheur » ; pour Paul Le Flem, « ce concerto continue la noble série de ces compositions claires, sereines, qui jalonnent la production ravélienne » ; pour Paul Bertrand, « le sens inné de l'équilibre et du dosage qui caractérisent l'art de M. Maurice Ravel ont fait de ce morceau un tout particulièrement cohérent où l'orchestre et l'instrument soliste sont unis indissolublement, où chaque note et chaque timbre ont leur fonction précise, inséparable de l'ensemble et y jouant un rôle essentiel » ; selon Alfred Bruneau, « ses trois parties de forme impeccable : Allegramente, Adagio, Presto, sont classiquement conçues et développées et mettent en action des idées claires et simples » ; pour Pierre-Octave Ferroud enfin, « de forme impeccablement balancée, de dimensions calculées avec cette certitude qui a été, de tout temps, l'apanage du musicien, il apparaît comme un triomphe de l'esprit sur la matière ».

#### En Europe
L'accueil critique des places européennes fut plus varié. La question fut posée de savoir s'il s'agissait ou non d'un véritable concerto. Le chroniqueur de La Nation belge préféra le qualifier de « fantaisie burlesque ». En Grande-Bretagne, Constant Lambert livra un compte-rendu incisif : « Comme tant de musique française, le concerto est tout du long d'un bon goût laborieux. (...) C'est une petite œuvre plaisante et sans prétentions, plus un concertino qu'un concerto, et avec peu de la richesse et de la force que le compositeur nous avait déjà montrées dans Daphnis et dans le Trio avec piano. L'œuvre est concise, mais ne donne pas l'impression d'une grande concentration de la pensée musicale ; il semble plus probable que le compositeur n'avait franchement pas grand chose à dire, et qu'il était trop intelligent pour masquer ce fait. ». L’Adagio assai cristallisa la réaction des opposants à la tendance néoclassique. Le Times jugea que Ravel semblait y « devenir guindé, voire un peu sentimental ». Olivier Messiaen, âgé de 23 ans, avait déclaré dans un entretien avec José Bruyr à la fin de 1931 : « Il est possible d'être en même temps un humoriste et un grand musicien. Ravel est comme cela. Je trouve inconcevable que Ravel puisse prendre au sérieux le Largo (sic) de son nouveau concerto, ce Largo qui fait du Massenet avec une phrase qui rappelle un Fauré des mauvais jours. Un retour au classicisme ? Toujours le même refrain ? (...) Ravel lui-même est aujourd'hui prisonnier de cette mode. ». Messiaen affirma dans le même entretien ne plus rien entendre dans la musique de Stravinsky.
D'autres chroniqueurs tempérèrent ces reproches. Le musicologue roumain Constantin Brăiloiu écrivit que Ravel « n'avait jamais reconnu de limites d'incompatibilité entre les choses d'hier et celles de demain ». Sur la question de la nature de l'œuvre, le critique belge Maurice Brillant considéra qu'« il ne s'agit pas (chose qui arrive...) d'un concerto camouflé, honteux de lui-même ; non, un vrai concerto, paraissant à visage découvert et où l'auteur a eu la coquetterie d'observer toutes les règles du jeu ».

#### Critique de l'interprétation
Le jeu de Marguerite Long, dont furent soulignés notamment « l'autorité technique », le « perlé inégalable » et le « fini de l'exécution », fut unanimement loué. En revanche, la direction d'orchestre de Ravel fut critiquée avec beaucoup plus de nuances, Marcel Belvianes écrivant à ce sujet qu'« un auteur n'est pas nécessairement son meilleur interprète » et Marguerite Long elle-même se souvenant plus tard : « Je n'en étais pas plus fière pour cela car, hélas, sa direction — il suivait sur une épreuve de la partie de piano — était fort incertaine ». Émile Vuillermoz, tout en considérant le festival du 14 janvier comme « la plus belle manifestation artistique de la saison », exprima ouvertement son hostilité à la direction d'orchestre de Ravel dans le Christian Science Monitor du 13 février 1932 :

« Une fois encore, je voudrais protester contre cette habitude, que l'on prend de plus en plus souvent, de vouloir à tout prix présenter un compositeur au public dans un rôle qu'il est incapable de tenir. M. Ravel se produit continuellement comme pianiste ou chef d'orchestre, alors qu'il ne saurait briller dans aucune de ces deux spécialités... Sa Pavane était d'une lenteur indicible, son Boléro sec et mal rythmé. Quant à l'accompagnement du concerto, il manquait de clarté et de souplesse. »

## Musique

### Structure
Le concerto est divisé en trois mouvements présentant, selon Antoine Goléa, « un rêve de grand et noble classicisme dans l'esprit de Bach : le mouvement lent se trouve placé entre deux mouvements rapides qui sont comme la quintessence de quelque musique de cirque » :
1. Allegramente
2. Adagio assai
3. Presto

### Instrumentation
L'instrumentation du Concerto en sol est remarquablement légère, avec un seul instrument par pupitre des bois et cuivres, cors et bassons exceptés, 8 premiers violons, 8 seconds violons, 6 altos, 6 violoncelles et 4 contrebasses. Malgré cet effectif réduit, Ravel parvient à obtenir des effets orchestraux puissants, démontrant son talent d'orchestrateur.
| Instrumentation du Concerto en sol                                                                                 |
| Cordes |
| 1 piano soliste, 1 harpe, premiers violons, seconds violons, altos, violoncelles, contrebasses                     |
| Bois |
| 1 piccolo, 1 flûte, 1 hautbois, 1 cor anglais, 1 petite clarinette en mi, 1 clarinette (en si et en la), 2 bassons |
| Cuivres |
| 2 cors en fa, 1 trompette en ut, 1 trombone-ténor                                                                  |
| Percussions |
| Timbales, triangle, cymbales, fouet, wood-block, caisse claire, grosse caisse, tam-tam                             |

## Analyse descriptive

### I. Allegramente
Le premier mouvement, Allegramente, long de 323 mesures, est divisé par Ravel en trente-sept sections numérotées de [0] à [36] (la section [0] étant implicite). Il débute par un clap de fouet sous lequel, sans préambule, le piccolo expose le premier thème, accompagné pianissimo par un roulement de caisse claire, un trémolo des violoncelles, des accords syncopés pizzicato des violons et des altos, et surtout par le « grésillement au piano de petits arpèges superposés », l'un en sol majeur et l'autre en fa dièse majeur. Le premier thème, vif et alerte, a été noté pour sa couleur basque et son caractère « de chanson allègre et presque populaire ».

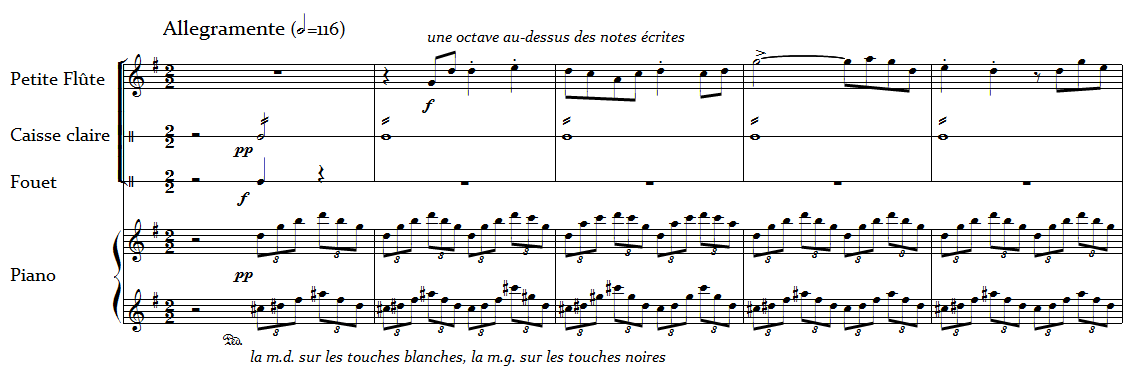
Concerto en sol, premières mesures.

Charles Koechlin observe, dans son Traité de l'orchestration, que le registre du medium de la petite flûte « n’a guère de force, mais ne manque pas d’un certain charme un peu grêle » dans ces premières mesures du Concerto : « La petite flûte est, dans ces notes, d'un joli timbre, et sonne plus malicieux que la flûte ».
Une cadence du piano, « brillante exhibition de la main gauche », déroule de grands arpèges et marque le chant avec le pouce par-dessous les trilles de la main droite.

### II. Adagio assai
Dans l'Adagio assai en mi majeur — mi mineur étant la tonalité relative du sol majeur des premier et dernier mouvements — Ravel développe « une seule phrase, longue, expressive, que l'instrument soliste orne de traits décoratifs ». L'auteur prétend l'avoir composé « deux mesures par deux mesures, en s'aidant du Quintette avec clarinette de Mozart, ». La mesure à trois temps recouvre une organisation rythmique complexe, où « des accents trompeurs créent en régime ternaire l'impression du binaire » pour suggérer un mouvement de valse à la main gauche, contredit par la main droite : « le musicien joue ce jeu délectable d'opposer le rythme à l'expression naturelle du chant ».

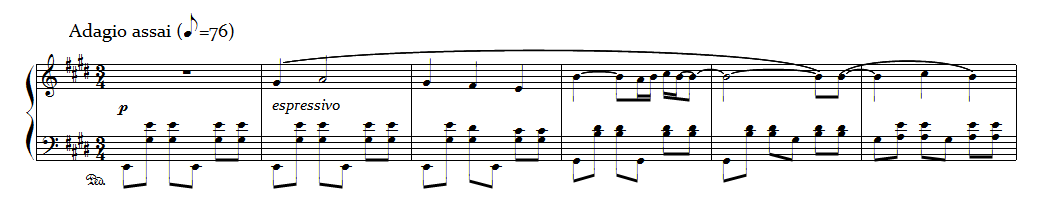
Concerto en Sol — Adagio assai, premières mesures.

Le piano « chante un lied admirable, sereine et longue effusion que l'orchestre reprendra ensuite, accompagné  par des traits de triples croches qui montent et descendent sur le clavier comme une pluie tiède, égale et tranquille ». Vladimir Jankélévitch s'étonne que cette « grande phrase », qui paraît « écrite d'un seul jet » ait pu être « assemblée mesure par mesure comme un jeu de puzzle ou une marqueterie ». La réaction du compositeur est caractéristique. Dès qu'on évoquait devant lui cette « grande phrase qui coule » : « Qui coule, criait-il, mais je l'ai faite mesure par mesure et j'ai failli en crever ! »
Marguerite Long rapporte l'émotion dont elle fut saisie dès la première lecture de ce mouvement — « d'interprétation difficile », selon elle — de sorte qu'« une fois respectées les indications précises qui n’y manquent pas, c’est à son cœur qu’il faut demander conseil ».

### III. Presto
Le Concerto en sol se termine par « un claironnant rondo », qui « ronfle et tourne vertigineusement comme un moteur », avec « des soupirs de rag-time, une fondamentale obsédante et maints divertissements rythmiques. Tout cela un peu extérieur, parfois », selon Vladimir Jankélévitch, « mais sonnant clair et dur ».
Ce mouvement fut bissé lors de la création du Concerto en public, « et toujours par la suite » durant la tournée de concerts aux États-Unis.

## Ravel et son œuvre
Le compositeur adopta en définitive la forme plus traditionnelle d'un concerto conçu « dans l'esprit de Mozart et de Saint-Saëns », tout en conservant certains motifs d'allure populaire précédemment écrits. Songeant au Concerto pour la main gauche, exactement contemporain du Concerto en sol, Marguerite Long demanda un jour au compositeur « lequel il préférait ». La réponse fut immédiate : « Le vôtre, il est plus Ravel ».

## Le manuscrit duConcerto pour piano et orchestre
Le seul manuscrit autographe complet du Concerto pour piano et orchestre, de 110 pages, non daté, signé, qui provient des archives des éditions Durand, est conservé aux Archives du Palais princier de Monaco.

## Discographie
Parmi les très nombreux enregistrements du Concerto en sol, on peut retenir les suivants :
- Vlado Perlemuter, avec l'Orchestre de l'association des Concerts Colonne - direction Jasha Horenstein - VOX 1955
- Arturo Benedetti Michelangeli, avec l'Orchestre Philharmonia - direction Ettore Gracis - EMI 1957
- Samson François, avec l'Orchestre de la Société des Concerts du Conservatoire - direction André Cluytens - EMI 1959
- Monique Haas, Orchestre national de la RTF - direction Paul Paray - Deutsche Grammophon 1961
- Martha Argerich, avec l’Orchestre philharmonique de Berlin - direction de Claudio Abbado - Deutsche Grammophon 1967
- Werner Haas, avec l'Orchestre National de l'Opéra de Monte Carlo - direction Alceo Galliera - Philips 1968
- Pascal Rogé, avec l'Orchestre symphonique de Montréal - direction Charles Dutoit - Decca 1982
- Krystian Zimerman, avec l'Orchestre de Cleveland - direction Pierre Boulez - Deutsche Grammophon 1994

Le compositeur et chef d'orchestre Leonard Bernstein a réalisé à plusieurs reprises la « performance » d'interpréter comme soliste et de diriger le Concerto en Sol, notamment avec le Philharmonia Orchestra en 1946 (Naxos) et avec l'Orchestre national de France en 1975 (DVD ArchivMusic).
Le pianiste de jazz Herbie Hancock joue le deuxième mouvement de cette œuvre dans son album Gershwin's World, pour lequel il obtient en 1999 le Grammy Award dans la catégorie Best Jazz Instrumental Performance, Individual or Group.

## Divers
Ce concerto a été joué lors du premier gala d'ouverture de la Philharmonie de Paris le 14 janvier 2015. Hélène Grimaud était accompagnée par l'Orchestre de Paris dirigé par Paavo Järvi.

### Éditions
- Maurice Ravel, Concerto en sol pour piano et orchestre, Éditions Durand, Paris, 1932 (D & F 12 150)

### Ouvrages généraux
- Antoine Goléa, La musique, de la nuit des temps aux aurores nouvelles, Paris, Alphonse Leduc et Cie, 1977, 954 p. (ISBN 2-85689-001-6)
- Charles Koechlin, Traité de l'orchestration, vol. 1, Paris, Éditions Max Eschig, 1954, 1474 p. (BNF 39725857)
- Paul Pittion, La Musique et son histoire : tome II — de Beethoven à nos jours, Paris, Éditions Ouvrières, 1960, 574 p.

### Monographies
- Vladimir Jankélévitch, Ravel, Paris, Seuil, coll. « Solfèges », 1956, rééd.1995, 220 p. (ISBN 978-2-02-023490-0 et 2-02-023490-4)
- Hélène Jourdan-Morhange, Ravel et nous, Genève, Éditions du milieu du monde, 1945, 269 p.
- Marguerite Long, Au piano avec Maurice Ravel, Paris, Gérard Billaudot, 1971
- Marcel Marnat, Maurice Ravel, Paris, Fayard, coll. « Les indispensables de la musique », 1986, 828 p. (ISBN 2-213-59625-5)
- Marcel Marnat, Maurice Ravel. Qui êtes-vous ? : l'hommage de la Revue musicale, décembre 1938, Lyon, Éditions de la Manufacture, 1987, 487 p. (ISBN 2-7377-0052-3)
- (en) Roger Nichols, Ravel, New Haven, US and London, Yale University Press, 2011, 430 p. (ISBN 978-0-300-10882-8, lire en ligne)

### Correspondances et entretiens
- Maurice Ravel, Lettres, écrits, entretiens, réunis, présentés et annotés par Arbie Orenstein, Paris, Flammarion, coll. « Harmoniques / Écrits de musiciens », 1989, 626 p. (ISBN 2-08-066103-5) 
Maurice Ravel et le correspondant spécial du Telegraaf, « Une visite chez Maurice Ravel », De Telegraaf, Amsterdam,‎ 31 mars 1931, p. 360-3 
Maurice Ravel et Michel Dimitri Calvocoressi, « M. Ravel parle de son œuvre. Le Boléro expliqué », The Daily Telegraph, Londres,‎ 11 juillet 1931, p. 363-5 
Maurice Ravel et Pierre Leroi, « Quelques confidences du grand compositeur Maurice Ravel », Excelsior, Paris,‎ 30 octobre 1931, p. 369-71
- Maurice Ravel, L'intégrale : Correspondance (1895-1937), écrits et entretiens : édition établie, présentée et annotée par Manuel Cornejo, Paris, Le Passeur Éditeur, 2018, 1769 p. (ISBN 978-2-36890-577-7 et 2-36890-577-4, BNF 45607052) Contient des correspondances relatives à la genèse de l’œuvre et d’autres écrits et entretiens sur l’œuvre

### Articles de presse et chroniques
- Joseph Baruzi, « Le Mouvement musical en province : Lyon », Le Ménestrel, Paris,‎ 6 mai 1932, p. 203 (lire en ligne)
- Marcel Belvianes, « Les Grands-Concerts : Concerts Pasdeloup », Le Ménestrel, Paris,‎ 29 janvier 1932, p. 44-45 (lire en ligne)
- Paul Bertrand, « Concerts divers : Festival Ravel », Le Ménestrel, Paris,‎ 22 janvier 1932, p. 34-35 (lire en ligne)
- Alfred Bruneau, « Courrier des théâtres : Les Grands Concerts », Le Matin, Paris,‎ 18 janvier 1932, p. 5 (lire en ligne)
- Robert Brussel, « Les Concerts : Festival Ravel : 1re audition du “Concerto” pour piano », Le Figaro, Paris,‎ 18 janvier 1932, p. 4 (lire en ligne)
- (en) Olin Downes, « Brilliant concerts thrill 2 audiences : Sylvan Levin, with Philadelphia orchestra, gives Ravel piano concerto, heard here for first time », New York Times, New York,‎ 9 novembre 1932, p. 28
- Pierre-Octave Ferroud, « La Musique : Le « Concerto » de M. Maurice Ravel. Un Festival Honegger chez Pasdeloup », Paris-Soir, Paris,‎ 21 janvier 1932, p. 7 (lire en ligne)
- Paul Le Flem, « Les Concerts symphoniques », Comœdia, Paris,‎ 25 janvier 1932, p. 3 (lire en ligne)
- Georges Louis Garnier, « Le Mouvement musical à l'étranger : États-Unis », Le Ménestrel, Paris,‎ 6 mai 1932, p. 207 (lire en ligne)
- Florent Schmitt, « Les Concerts », Le Temps, Paris,‎ 30 janvier 1932, p. 3 (lire en ligne)
- Émile Vuillermoz, « La Musique : Le "Concerto" de Ravel », Candide, Paris,‎ 21 janvier 1932, p. 11 (lire en ligne)
- (en) Émile Vuillermoz, « Ravel's new Piano Concerto », The Christian Science Monitor, Boston,‎ 13 février 1932, p. 7

### Articles et analyses
- Collectif, « Hommage à Maurice Ravel », La Revue musicale, Paris,‎ décembre 1938 
Henri Gil-Marchex, Les Concertos de Ravel, p. 83-101
Paul Landormy, La musique enregistrée de Ravel, p. 135-142
Marguerite Long, Souvenir de Maurice Ravel, p. 172-4
- Vlado Perlemuter, Ravel d'après Ravel, Paris, Éditions Alinéa, 1989, 159 p. (ISBN 2-904631-78-X)
Douzième entretien : Le concerto en sol majeur pour piano, p. 83-88
- Manuel Cornejo, « Le fonds de manuscrits musicaux de Maurice Ravel des Archives du Palais princier de Monaco », Revue de musicologie, t. 107, no 1,‎ 2021, p. 77-93 (ISSN 0035-1601)

### Bases de données
- Manuel Cornejo, « Le Concerto pour piano et orchestre (en sol) de Ravel (1932-1945) », Dezède,‎ 14 février 2022 (ISSN 2269-9473, lire en ligne) Inventaire de 130 auditions du Concerto pour piano et orchestre dans le monde du 14 janvier 1932 au 8 mai 1945 – dont 84 du vivant du compositeur et dont 22 sous sa direction – avec les sources documentaires correspondantes